# روبر برسون
روبر برسون (به فرانسوی: Robert Bresson) (زاده ۲۵ سپتامبر ۱۹۰۱ فرانسه – درگذشته ۱۸ دسامبر ۱۹۹۹ فرانسه) کارگردان و فیلم‌نامه‌نویس فرانسوی بود که فیلم‌هایش به سبک روحانی و پارسایانه شهرت داشت. او نقش بسزایی در ایجاد هنر فیلم‌سازی ایفا کرد و تأثیر بزرگی بر موج نوی فرانسه گذاشت. ژان-لوک گدار دربارهٔ برسون گفته‌است: «برسون سینمای فرانسه است همان‌طور که داستایفسکی ادبیات روس است و موتسارت موسیقی آلمان». آندری تارکوفسکی او را یکی از چهار الگوی خود در آفرینش‌های هنری می‌دانست.

## زندگی‌نامه
برسون در پوی دو دوم به دنیا آمد. در ابتدا بیشتر حول و حوش نقاشی و عکاسی کار می‌کرد تا اینکه اولین فیلم کوتاهش را در سال ۱۹۳۴ ساخت. در طول جنگ جهانی دوم به مدت یک سال در زندان‌های ارتش نازی به سر برد در سال ۱۹۴۳ برسون اولین فیلم بلند خود را (فرشتگان گناه) ساخت. او در فیلم بانوان جنگل بولونی آخرین همکاری خود را با بازیگران حرفه‌ای انجام داد. با فیلم خاطرات یک کشیش روستا او شروع به ساختن آثاری مینی‌مالیستی کرد و از آن به بعد نیز این سبک برای بقیه فیلم‌های او باقی‌ماند. البته بدین تربیت چون فیلم‌های او بسیار شخصی بودند و هیچ عنصر عامه‌پسندی در آن‌ها وجود نداشت به زحمت می‌توانست برای خود تهیه‌کننده‌ای پیدا کند و برای او ساختن بیش از یک فیلم در پنج سال تقریباً غیرممکن بود. اما در هر حال در اطراف کارهای او منتقدان متعصب بسیار زیادی وجود داشت. او در دهه هشتاد از فیلم‌سازی دست کشید و در سال ۱۹۹۹ به مرگ طبیعی در گذشت.

## زمینه
رویکرد هنری ابتدایی برسون مبتنی بر جدا کردن زبان سینما از زبان تئاتر بود که اغلب متکی به نحوهٔ اجرای بازیگران است. بازیگران او با تکنیک 'بازیگر-مدل' می‌بایست هر صحنه را چند بار تکرار می‌کردند تا جایی که نتیجه کار هیچ شباهتی به 'اجرا' نداشته باشد. او خود در مصاحبه‌ای گفته‌ است که «سعی دارم از بیان به وسیله چهره و ژست و لحن صدا امتناع کنم و بازیگران را به سمت اعمال ناخودآگاه سوق دهم».
برخی بر این باورند که تربیت و نظام اعتقادی کاتولیکی برسون در پس ساختار زمینه‌ای اکثر فیلم‌های او قرار دارد. زمینه‌های تکرار شونده در فیلم‌های او شامل رستگاری، سعادت می‌شوند. یکی از نمونه‌های آن در فیلم یک متهم محکوم به مرگ گریخت قابل مشاهده است که در آن یک فیلم‌نامه ساده در مورد فرار یک زندان جنگی را می‌توان به عنوان استعاره‌ای از روند پر رمز و راز رستگاری بازخوانی کرد.

## فیلم‌شناسی

### فیلم‌های بلند
- فرشتگان گناه (Les Anges du péché, ۱۹۴۳)
- بانوان جنگل بولونی (Les Dames du Bois de Boulogne, 1945)
- خاطرات یک کشیش روستا (Journal d'un curé de campagne, 1951)
- محکوم‌به‌مرگی گریخته‌است (Un condamné à mort s'est échappé ou Le vent souffle où il veut, 1956)
- جیب‌بر (Pickpocket, 1959)
- محاکمه ژاندارک (Procès de Jeanne d'Arc, 1962)
- ناگهان بالتازار (Au hasard Balthazar, 1966)
- موشت (۱۹۶۷) (Mouchette, 1967)
- زن نازنین (Une femme douce, 1969)
- چهار شب یک رؤیابین (Quatre nuits d'un rêveur, 1971)
- لانسلو دو لاک (Lancelot du Lac, 1974)
- شاید شیطان (Le Diable probablement, 1977)
- پول (L'argent, 1983)

### فیلم‌های کوتاه
- ماجرای همگانی (Les affaires publiques , 1934)